# Kalanchoe tomentosa
Kalanchoe tomentosa ist eine Pflanzenart der Gattung Kalanchoe in der Familie der Dickblattgewächse (Crassulaceae). Die Art ist nach ihren filzigen (lat. tomentosus) Blättern benannt. In Madagaskar, wo die Art verbreitet ist, glaubt man, dass eine blühende Pflanze ein Zeichen für Wohlstand und Reichtum ist.

## Beschreibung
Die ausdauernden Sträucher erreichen Wuchshöhen von 80 bis 100 Zentimeter und sind vollständig von dichten, weißen, filzigen Haaren eingehüllt.
Die dicht beblätterten, aufrechten Triebe verzweigen vom Grund aus.
Die wechselständigen, 7 Zentimeter langen und etwa 2 Zentimeter breiten Blätter, die oft in Rosetten angeordnet sind, sind lang-oval und auf der Unterseite kielartig konkav. Die ganzrandigen Blattränder sind gerundet und im oberen Teil mit dunkelbraunen Zähnen gesägt. Die grünen, gelbbraun bis purpurnen, glockigen bis urnenförmigen Blüten sind aufrecht bis ausgebreitet und sitzen an 4 bis 10 Millimeter langen Blütenstielen. Die verkehrt eiförmigen Samen sind etwa 2 Millimeter groß.

## Systematik und Verbreitung
Kalanchoe tomentosa ist in Zentralmadagaskar auf felsigem Untergrund verbreitet. Die Erstbeschreibung erfolgte 1882 durch John Gilbert Baker. Es existieren zahlreiche Kultivare.

## Nachweise